# Mikroklima
Mikroklima je označení pro klima (relativně) malé oblasti, které se vlivem různých místních specifik a specifik okolí liší od klimatu okolí, resp. od klimatu, které by člověk v dané zeměpisné oblasti očekával. Mikroklima hodně závisí na podmínkách panujících v dané oblasti a jejím okolí. Důležité pro tvorbu výrazně specifických mikroklimat jsou například utváření povrchu v oblasti, její nadmořská výška, hydrologické poměry, stav vegetace a tvar povrchu a rozsah a uspořádání vodních ploch v okolí. Příkladem velmi specifického mikroklimatu může být mikroklima Niagarského poloostrova, který těží z ochranného působení Niagarského rozhraní a je pod velkým vlivem Velkých jezer - což mu zaručuje vlhčí klima a mírné zimy, čímž se místní podmínky silně podobají spíše subtropům.